# Sparkasse Beckum-Wadersloh
Die Sparkasse Beckum-Wadersloh war bis zum 31. Juli 2024 ein öffentlich-rechtliches Geldinstitut mit Sitz im westfälischen Beckum. Ihr Geschäftsgebiet waren die Stadt Beckum und die Gemeinde Wadersloh sowie die Kreise Warendorf, Gütersloh und Soest und die Stadt Hamm. Zum 1. August 2024 ist das Institut durch Fusion in der Sparkasse Münsterland Ost aufgegangen.

## Organisation
Die Sparkasse Beckum-Wadersloh war eine Anstalt des öffentlichen Rechts und gehörte über den Sparkassenverband Westfalen-Lippe dem Deutschen Sparkassen- und Giroverband an.
Der Träger der Sparkasse Beckum-Wadersloh war ein von der Stadt Beckum und der Gemeinde Wadersloh gegründeter Sparkassenzweckverband, der eine Körperschaft des öffentlichen Rechts mit Sitz in Beckum war und, wie die Sparkasse auch, dem Sparkassenverband Westfalen-Lippe angehörte.
Im Geschäftsgebiet unterhielt die Sparkasse sieben Filialen.

## Geschäftsausrichtung und Geschäftserfolg
Die Sparkasse Beckum-Wadersloh betrieb als Sparkasse das Universalbankgeschäft. Im Verbundgeschäft arbeitete das Kreditinstitut mit der Westdeutschen Landesbausparkasse, der DekaBank, der Provinzial-NordWest-Versicherungsgruppe und der Deutschen Leasing zusammen.

## Stiftungen
Die Sparkasse Beckum-Wadersloh war Trägerin der Stiftung „Die Stiftung der Sparkasse Beckum-Wadersloh“. Diese fördert damit gezielt Projekte aus den Bereichen Kunst, Kultur, Jugendsport und Altenhilfe innerhalb ihres Geschäftsgebietes und den einzelnen Regionen ihrer eigenen Träger, die im Sparkassenzweckverband zusammengeschlossen sind. Das Stiftungsvermögen umfasst 500.000 Euro.

## Geschichte
Die Geschichte der Sparkasse Beckum-Wadersloh begann mit der Gründung der Städtischen Sparkasse in Beckum am 1. April 1850. Die Gemeindesparkasse zu Wadersloh wurde am 1. August 1881 gegründet. Im Jahre 1977 entstand dann durch die Fusion der Gemeindesparkasse Wadersloh und der Stadtsparkasse Beckum die heutige Sparkasse Beckum-Wadersloh.
Am 1. August 2024 fusionierte die Sparkasse Beckum-Wadersloh rückwirkend zum 1. Januar 202 mit der deutlich größeren Sparkasse Münsterland Ost. Die Entscheidung hierzu wurde im September 2023 getroffen. Das fusionierte Institut firmiert als Sparkasse Münsterland Ost.